# Коктонды
Коктонды — курган, сохранившийся с древней эпохи, вблизи Жалагашского района Кызылординской области. Исследователь, офицер русской армии А. И. Макшеев в своих трактатах приводит сведения о Коктонды. В книге «Описание низовья Сырдарьи» (1910) он пишет: «Курган Коктонды расположен недалеко от правого берега Жамаидарии, на дороге от форта № 2 к форту № 3, по словам казахов, здесь в эпоху каракалпаков было укрепление». Далее он уточняет: «На глинистом, песчаном холме… похоронен Коктонды». Конкретных данных о Коктонды нет. Академик А.Маргулан в книге «Древние легенды» пишет: «В те времена канлы населяли земли, начиная от Жетысу до Аральского моря, на Север до Каракорума. Хан канлы в те времена назывался Коктонды».